# Grypa
Grypa – ostra choroba zakaźna układu oddechowego wywołana zakażeniem wirusem grypy.
Grypa przenosi się pomiędzy ludźmi drogą kropelkową (na przykład podczas kichania), a największa liczba zachorowań występuje podczas sezonowych epidemii, powodując ostre objawy uniemożliwiające pracę osobom czynnym zawodowo. Epidemie grypy powodują znaczne koszty społeczne i niekiedy mają zasięg kontynentalny lub światowy, dlatego grypa wymaga globalnej koordynacji epidemiologicznej.
W większości przypadków zachorowanie na grypę powoduje obłożną chorobę, u części chorych mogą występować powikłania i zdarzają się też zgony, szczególnie u dzieci, osób starszych i obciążonych innymi, dodatkowymi poważnymi chorobami.

## Historia
Grypa trapiła ludzkość od starożytności. Opisana została już przez Hipokratesa w roku 412 p.n.e. Pierwszy raz pandemię grypy zanotowano w wieku XVI. Kolejne fale zachorowań na grypę pojawiały się co kilkadziesiąt lat. Najbardziej zjadliwa pandemia grypy, która zyskała miano „hiszpanki”, była wywołana przez szczep H1N1 i miała miejsce latach 1918–1919. Podczas pandemii zmarło od 50 do 100 milionów osób, co stanowiło 3–5% populacji świata. Późniejsze epidemie nie były już tak groźne. Były to m.in. grypa azjatycka w 1957 roku (szczep H2N2) i grypa hongkong w 1968 roku (szczep H3N2). Rozwój odporności wśród ludzi oraz szczepienia przyczyniły się do ograniczenia rozwoju grypy w latach 80. i 90. XX wieku. Rozwój leków przeciw grypie był wolniejszy od rozwoju szczepionek. Amantadyna została dopuszczona w 1966 roku, prawie 30 lat później rozpoczęto rozwój inhibitorów neuraminidazy. Ostatnia pandemia grypy miała miejsce w latach 2009–2010, wywołana przez szczep H1N1.

### Epidemie
| Lata      | Zakres występowania | Szczep wirusa | Nazwa potoczna    | Liczba ofiar                                                                                             |
| --------- | --- | ------------- | ----------------- | --- |
| 1113      | epidemia |               |                   | |
| 1580      | pandemia (Europa, Azja i Afryka) |               |                   | |
| 1729–1730 | pandemia (tym razem przedostała się też do Ameryki, w listopadzie 1729 zanotowano pojawienie się grypy w Polsce)                      |               |                   | |
| 1732–1733 | epidemia |               |                   | |
| 1781–1782 | pandemia podobna do tej z roku 1918, rozpoczęła się w Chinach                                                                         |               |                   | |
| 1830–1833 | epidemia |               |                   | |
| 1889–1891 | pandemia |               |                   | |
| 1900      | epidemia |               |                   | |
| 1918–1919 | pandemia, rozprzestrzeniała się dzięki falom często niedożywionych ludzi przemieszczających się po całym świecie na skutek wojny      | typ A, H1N1   | hiszpanka         | 500 mln zachorowań, od 50 do 100 mln zgonów                                                              |
| 1928–1929 | epidemia (USA – źródło nie odnosi się do zachorowań w innych krajach)                                                                 |               |                   | co najmniej 145 zachorowań na 1000 mieszkańców, ok. 50 tys. zgonów ponad liczbę oczekiwaną w tym okresie |
| 1957–1958 | pandemia | typ A, H2N2   | grypa azjatycka   | od 1 do 1,5 mln zgonów                                                                                   |
| 1968–1970 | epidemia | typ A, H3N2   | grypa hongkong    | od 750 tys. do 1 mln zgonów                                                                              |
| 1977–1978 | epidemia |               | grypa rosyjska    | |
| 2009      | pandemia ogłoszona oficjalnie 11 czerwca 2009; rozprzestrzenianie się wirusa zaczęło się na przełomie marca i kwietnia 2009 w Meksyku | typ A, H1N1   | grypa meksykańska | 150–580 tys. zgonów                                                                                      |

## Rodzaje
Występują 3 rodzaje wirusa grypy należące do rodziny ortomyksowirusów: A, B i C. Wirusy A i B są przyczyną ciężkich zachorowań, które mogą osiągać rozmiary epidemii, natomiast typ C powoduje zachorowania o lżejszym przebiegu i nie wywołuje epidemii.

### Wirus grypy A
Wirus grypy A występuje u ludzi i zwierząt (świnie, konie, foki, norki, wieloryby oraz ptaki).
Genom wirusa stanowi jednoniciowy RNA, mający 8 segmentów i charakteryzuje się w porównaniu z innymi typami znaczną genetyczną zmiennością związaną z występowaniem mutacji i reasortacji genetycznej. Poszczególne typy mają zwykle zdolność zakażania tylko jednego gospodarza. Uważa się, że rezerwuarem wirusa grypy A jest ptactwo wodne.
Wirus grypy typu A można poddać dalszej klasyfikacji na podtypy w oparciu o rodzaj białek tworzących otoczkę białkową (hemaglutynina HA lub H) oraz neuraminidazy (NA lub N). Białka te są niezbędne do poprawnej replikacji wirusa. Wyróżniono 18 podtypów HA (H1-H18) oraz 10 podtypów NA (N1-N10), co daje łącznie 180 możliwych kombinacji segmentów genowych i powoduje istnienie ogromnej różnorodności wirusów typu A.

Obecnie najpowszechniejsze są szczepy wirusa należące do podtypów H1N1 oraz H3N2. Poszczególne szczepy oznacza się określając rodzaj, miejsce wyizolowania drobnoustroju chorobotwórczego, numer próbki, rok oraz typ hemaglutyniny i neuraminidazy np. A/Moscow/10/99 (H3N2) czy B/Hong Kong/330/2001.

### Wirus grypy B
Wirus grypy B występuje tylko u ludzi. Genom wirusa składa się z jednoniciowego RNA podzielonego na 8 segmentów. Rodzaj B ma tylko po jednym podtypie HA i NA.
Możliwe, że linia B/Yamagata wyginęła, podczas pandemii COVID-19.

### Wirus grypy C
Wirus grypy C występuje u ludzi i świń. Powoduje tylko lekkie infekcje, np. zapalenie spojówek i nie powoduje występowania epidemii. W odróżnieniu od typów A i B, jednoniciowy RNA ma tylko 7 segmentów, a cząsteczka wirusa nie posiada białka neuraminidazy, za to jest wyposażona w dodatkowe białko HEF.

## Epidemiologia
Duża zmienność genetyczna wirusa grypy prowadzi do powstawania co kilkadziesiąt lat bardzo groźnych szczepów, które wywołują pandemie. W XX wieku miały miejsce trzy takie pandemie w latach 1918–1919 (grypa hiszpanka), 1957 i 1968. Wirus grypy przyczynił się do śmierci milionów ludzi. Naukowcy przypuszczają, że głównym źródłem nowych szczepów wirusów mogą być ptaki.
Rodzaj A najczęściej powoduje epidemie i pandemie. Jest to możliwe dzięki zdolności tego wirusa do podlegania skokom antygenowym. Wirus potrafi relatywnie szybko zmieniać strukturę białkową swojej otoczki, dzięki czemu przeciwciała osób, które już raz chorowały na grypę nie są w stanie rozpoznać nowego szczepu wirusa jako zagrożenia. Wirusy z rodzajów B i C zdolne są wyłącznie do przesunięcia antygenowego, co nie pozwala im na tak łatwe zmylenie mechanizmów odpornościowych zwierząt.
Grypa, która bardzo szybko się rozprzestrzenia oraz powoduje epidemie lub pandemie, a chorzy nie reagują na leczenie, nazywana jest supergrypą. Nie jest to jednak określenie stosowane w medycynie.

## Genetyka
Wirus A przechowuje swój genom w postaci ośmiu niezależnych liniowych odcinków odwrotnego RNA. Każdy z nich zawiera jeden gen, ale dwa z nich zawierają więcej niż jeden punkt startowy. Podczas translacji RNA geny te mogą być odczytywane przez rybosom na dwa sposoby, co daje po dwie odmiany białek. Dzięki podziałowi na segmenty możliwa jest wymiana genów pomiędzy dwoma wirusami pasożytującymi na tej samej komórce. Przypomina to trochę mieszanie się genów u organizmów wyższych podczas rozmnażania płciowego. Jednak takie krzyżowanie się genów występuje bardzo rzadko. Szczególnie nieprawdopodobne jest spotkanie się w tej samej komórce wirusa potrafiącego zarażać ludzi oraz innego przenoszonego przez zwierzęta. W takiej sytuacji może powstać zupełnie nowy szczep zdolny do wywołania pandemii. Aby doszło do tej mało prawdopodobnej sytuacji, człowiek lub zwierzę (np. świnia) musi się zarazić ludzkim oraz zwierzęcym wirusem w tym samym momencie.

## Budowa

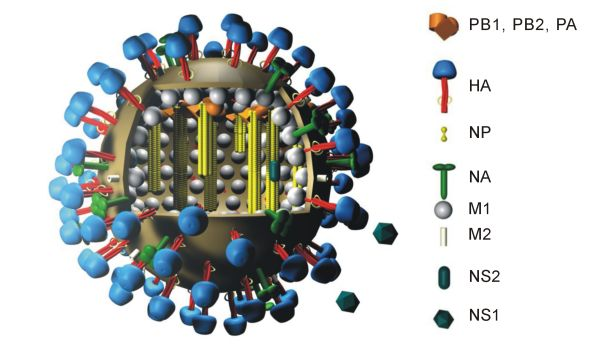
Model budowy cząsteczki wirusa grypy typu A. Wirus zawiera 8 segmentów RNA kodujących białka przedstawione na ilustracji: PB1, PB2, PA – trzy białka tworzące kompleks polimerazy; HA – hemaglutynina; NP – nukleoproteiny (osłaniające każdy segment RNA); NA – neuraminidaza; M1 – białko osłonki; M2 – kanał jonowy; NS1 i NS2 – regulatorowe białka niestrukturalne

Materiał genetyczny wirusa (genom) ma postać RNA, zawartego w lipidowo-białkowej otoczce (nukleokapsyd). Rdzeń składa się z nukleoproteiny z RNA. Otoczony jest przez białko M, które z kolei otacza osłonka lipidowa. W osłonce znajdują się silnie immunogenne glikoproteiny: hemaglutynina oraz neuraminidaza.

## Mechanizm zakażenia
Hemaglutynina na powierzchni wirusa łączy się z kwasem sjalowym komórek nabłonka dróg oddechowych, po czym komórka wchłania wirusa (endocytoza). W komórkach zachodzi replikacja wirusa i już po 6 godzinach nowe cząsteczki wirusa są uwalniane i mogą zakażać następne komórki.

## Objawy
Grypa rozpoczyna się najczęściej gwałtownie i od początku towarzyszą jej ostre objawy. Nie należy jej mylić z przeziębieniem, które ma wiele podobnych objawów. Dla przeziębienia charakterystyczne jest stopniowe pojawianie się dolegliwości i nieżyt nosa, który nie jest typowym objawem i nie występuje u każdego pacjenta w przebiegu grypy.
Okres najbardziej nasilonych objawów ostrej infekcji wirusowej górnego układu oddechowego trwa zwykle około 3–4 dni. Wydłużenie tego okresu jest wskazaniem do wizyty lekarskiej.
- Wysoka gorączka

Gorączka zazwyczaj szybko osiąga szczyt pierwszego dnia choroby. Jeśli choroba przebiega łagodnie, temperatura stopniowo spada, zwykle od 3–5 dnia choroby, czemu towarzyszy obfite pocenie się. Jeśli jednak gorączka nie obniża się, może to wskazywać na wystąpienie grypowego (pierwotnego) zapalenia płuc. Gdy po obniżeniu temperatury objawy nagle się pogarszają, oznacza to zapalenie płuc spowodowane przez nadkażenie bakteryjne.
- Dreszcze

Dreszcze najczęściej towarzyszą wzrostowi temperatury ciała podczas rozwoju infekcji i czasem utrzymują się podczas jej przebiegu.
- Bóle mięśniowe, kostno-stawowe

Zwykle towarzyszą grypie i mogą być bardzo silne. Najczęściej pojawia się charakterystyczne „łamanie w kościach”. Zaobserwowano, że u wielu pacjentów bóle dotyczyły tych części ciała, które podlegały uprzednio różnym urazom.
- Ból głowy

Pojawia się na początku choroby z dużą intensywnością. Może towarzyszyć mu ból oczu, światłowstręt, bolesność uciskowa gałek ocznych. Stopniowo przechodzi w obniżenie sprawności psychoruchowej i senność.
- Ból gardła i suchy kaszel

W pierwszym stadium choroby kaszel jest suchy, męczący, czasem napadowy i trudny do opanowania. W przebiegu typowego zachorowania na grypę, przechodzi on w kaszel wilgotny, któremu towarzyszy odkrztuszanie wydzieliny śluzowej.
- Uczucie wyczerpania i ogólnego rozbicia

Zwykle występuje od początku choroby i może trwać jeszcze przez 2–3 tygodnie od ustąpienia infekcji.
- Brak apetytu

Jest to naturalna i pożyteczna reakcja organizmu, który „odciąża się” kosztem procesów trawienia i przemiany materii, by w pełni zmobilizować układ odpornościowy.
U niemowląt i małych dzieci, u których gorączka narasta bardzo gwałtownie, mogą wystąpić majaczenia, drgawki, czy też biegunka i wymioty. Wystąpienie takich objawów jest wskazaniem do natychmiastowej konsultacji lekarskiej.
U ludzi starszych może dojść do przyśpieszenia akcji serca i tętna w związku z podwyższoną temperaturą ciała.
Szczególnej opieki oraz konsultacji lekarskiej w przebiegu grypy wymagają także osoby starsze z chorobami układu krążenia, w tym pacjenci z niewydolnością krążenia.
Łagodzenie objawów oraz skracanie czasu trwania grypy odbywa się poprzez przyjmowanie:
- chemicznych leków przeciwgrypowych (leczenie przeciwwirusowe oraz leczenie przeciwgorączkowe – objawowe)
- leków naturalnych (leczenie immunomodulujące, mobilizujące odpowiedź obronną organizmu)

## Powikłania
Większość pacjentów, którzy zapadają na grypę, wraca do zdrowia w czasie jednego do dwóch tygodni. Każdego roku kilkadziesiąt milionów Amerykanów (od 10% do 20% populacji) zostaje zakażonych grypą. Średnio każdego roku w USA konieczna jest hospitalizacja 114 tys. chorych na grypę, a u 36 tys. kończy się ona zgonem. Główną przyczyną śmierci nie jest sama grypa, ale występujące po niej powikłania. Każdego roku na całym świecie na ich skutek życie traci 290–650 tysięcy ludzi. Większość zgonów dotyczy pacjentów w wieku powyżej 65 lat lub młodszych, ale osłabionych przez inne choroby niż grypa. Grypa może być też niebezpieczna dla niemowląt oraz małych dzieci. W przypadku niewłaściwego leczenia albo jego braku nawet pacjenci w sile wieku mogą doznać poważnych powikłań:
- Ze strony układu oddechowego:
  - zapalenie płuc – wywołane bezpośrednio przez wirusa grypy daje objawy pogarszającego się kaszlu, utrzymującej się gorączki i hipoksji[14][17]. Wtórne bakteryjne zapalenie płuc, szczególnie gronkowcowe, niesie ze sobą dużą śmiertelność[17]. Jest przyczyną 25% zgonów chorych na grypę[14].
  - zapalenie zatok obocznych nosa
  - zapalenie krtani
  - zapalenie tchawicy[18]
  - zapalenie oskrzeli
  - zaostrzenie przewlekłych chorób układu oddechowego takich jak astma oskrzelowa[18] czy POChP
  - zainicjowanie astmy oskrzelowej
  - ropień płuca lub ropniak opłucnej[18]
  - niewydolność oddechowa w przebiegu tych chorób[18]

- ze strony układu krążenia:
  - zapalenie mięśnia sercowego[14][18]
  - zapalenie osierdzia
  - nagły zgon sercowy
  - dekompensacja przewlekłej niewydolności krążenia

- ze strony ośrodkowego układu nerwowego:
  - napady drgawkowe (zwłaszcza u dzieci pod postacią drgawek gorączkowych, najczęstsze powikłanie neurologiczne grypy)[19]
  - encefalopatia (drugie pod względem częstości powikłanie neurologiczne grypy)[18][19]
  - zespół Guillaina-Barrégo[19]
  - splątanie, nasilenie zmian otępiennych u osób starszych
  - zapalenie mózgu lub zapalenie opon mózgowych
  - ostre rozsiane zapalenie mózgu i rdzenia[19]

- ze strony innych narządów:
  - ostre zapalenie ucha środkowego
  - zapalenie mięśni[14]
  - rabdomioliza[14]
  - ostra niewydolność nerek[18]
  - zapalenie spojówek
  - zaostrzenie lub dekompensacja różnych chorób przewlekłych (np. cukrzycy, padaczki)[19][20]
- sepsa[18][20]

- zespół Reye’a (w przypadku podawania kwasu salicylowego)

U kobiet w ciąży w przebiegu choroby częściej występują powikłania. Grypa u kobiety ciężarnej (szczególnie ciężka) wywołuje zwiększone ryzyko jej niekorzystnego zakończenia (zagrożenia życia płodu, w tym także poronienia), a noworodka naraża na wystąpienie niskiej masy urodzeniowej.

## Leczenie
Inhibitory neuraminidazy (dostępne na receptę): oseltamiwir (Tamiflu) i zanamiwir (Relenza) zatrzymują namnażanie wirusa. Są skuteczne przeciwko typom wirusa A i B. Przegląd dokonany przez Cochrane Collaboration wykazał, że te leki zmniejszają liczbę powikłań i objawów.
Inhibitory M2: amantadyna i rymantadyna blokują kanał jonowy (białko M2) zapobiegając zainfekowaniu komórek przez wirusy. Są czasami skuteczne przeciwko grypie typu A, jeśli zostaną podane wcześnie, ale nie wykazują skuteczności względem wirusa typu B.
Optymalny czas rozpoczęcia terapii lekami przeciwwirusowymi od początku objawów wynosi od 48–72 godzin.

## Zapobieganie
Najskuteczniejszą metodą zapobiegania grypie są profilaktyczne szczepienia ochronne przeciw grypie. Wirusy grypy są bardzo różnorodne i łatwo ulegają mutacji tworząc nowe odmiany. Z tego względu WHO co roku określa linie wirusa, których spodziewa się, że będą powodować zachorowania w następnym sezonie grypowym. Szczepionki są produkowane z linii zalecanych przez WHO i ich skuteczność zależy od trafności przewidywań. Według przeglądu kilkudziesięciu badań sporządzonych przez Cochrane Collaboration, żywe szczepionki zmniejszyły liczbę zachorowań u dzieci (2–16 lat) o 33%, inaktywowane o 36%. U dorosłych szczepienia zmniejszyły ryzyko zachorowania o 15%, z wyłączeniem pandemii 1968/69 kiedy zmniejszyły o 66%. Miały mały wpływ na długość zwolnień lekarskich. W analizowanych badaniach brak było wystarczających dowodów pozwalających wyciągnąć wnioski o wpływie szczepionki na hospitalizacje, czy liczbę powikłań.
W przypadku osób starszych szczepionka obniżała ryzyko zachorowania na grypę o 2,4-6%, ryzyko powikłań: zapalenia płuc o 27%, innych chorób układu oddechowego o 22%, chorób serca o 24% i śmiertelność z powodu tych czterech chorób o 47%. U osłabionych, starszych pacjentów lepsze wyniki daje stosowanie wysokich dawek szczepionki (180 μg vs. 45 μg) przeciwgrypowej.
Ekstrakt z bzu czarnego hamuje in vitro replikację niektórych szczepów wirusa grypy. W podwójnie ślepym, kontrolowanym placebo i randomizowanym badaniu wykazano, że jego stosowanie zmniejsza objawy przedmiotowe grypy i skraca czas choroby do 3–4 dni. Uważa się, że obserwowany efekt może wynikać z wpływu ekstraktu na produkcję cytokin.

## Klasyfikacja ICD10
| kod ICD10     | nazwa choroby                                                                                |
| ------------- | -------------------------------------------------------------------------------------------- |
| ICD-10: J10   | Grypa wywołana zidentyfikowanym wirusem                                                      |
| ICD-10: J10.0 | Grypa z zapaleniem płuc wywołana zidentyfikowanym wirusem grypy                              |
| ICD-10: J10.1 | Grypa z innymi objawami ze strony układu oddechowego wywołana zidentyfikowanym wirusem grypy |
| ICD-10: J10.8 | Grypa z innymi objawami wywołana zidentyfikowanym wirusem grypy                              |
| ICD-10: J11   | Grypa wywołana niezidentyfikowanym wirusem                                                   |
| ICD-10: J11.0 | Grypa z zapaleniem płuc wywołana niezidentyfikowanym wirusem                                 |
| ICD-10: J11.1 | Grypa z innymi objawami z dróg oddechowych wywołana niezidentyfikowanym wirusem              |
| ICD-10: J11.8 | Grypa z innymi objawami wywołana niezidentyfikowanym wirusem                                 |